# Ruth Brown
Ruth Alston Weston, conocida como Ruth Brown (Portsmouth, Virginia, 30 de enero de 1928-Henderson, Nevada, 17 de noviembre de 2006) fue una cantante estadounidense de R&B. Introdujo en el rhythm and blues un estilo de música popular a través de una serie de canciones de éxito grabadas en los años 50 para el sello discográfico Atlantic Records, fundado poco antes.
Tras un resurgimiento que comenzó a mediados de los años 70 y alcanzó su apogeo en los años 80, Brown utilizó su influencia para luchar por los derechos de los músicos. Sus actuaciones en el musical de Broadway Black and Blue le valieron un Premio Tony, y la banda sonora recibió un Premio Grammy.

## Orígenes
El padre de Ruth Brown trabajaba como estibador y dirigía el coro de la iglesia de su barrio, pero la joven Ruth prefería cantar en espectáculos de United Service Organizations (una institución que organizaba actividades para los militares) y en clubes nocturnos. En 1945, Brown huyó de su casa de Portsmouth con un trompetista, Jimmy Brown, con quien pronto se casaría, para cantar en bares y clubes. Posteriormente pasó un mes con la orquesta de Lucky Millinder, pero la despidieron por traer bebidas gratis a los miembros de la banda y la abandonaron a su suerte en Washington D. C.

## Carrera
Blanche Calloway, la hermana de Cab Calloway, que también tenía un grupo musical, consiguió para Brown una actuación en un club nocturno de Washington llamado Crystal Caverns y pronto se convirtió en su representante. Willis Conover, un pinchadiscos de la ciudad, la vio actuar y la recomendó a Ahmet Ertegün y Herb Abramson, jefes de Atlantic Records. Sin embargo, Brown no pudo asistir a la prueba con la discográfica debido a un grave accidente de tráfico que la mantuvo hospitalizada nueve meses. En 1948, Ertegun y Abramson viajaron a Washington desde Nueva York para oírla cantar en el club. Aunque su repertorio consistía fundamentalmente en baladas muy conocidas, Ertegun la convenció para que se pasase al rhythm and blues. No obstante, las grabaciones que este le produjo siempre conservaron su estilo "pop", con unos arreglos nítidos y frescos y con un ritmo basado en la voz, lejos de las habituales florituras de las cantantes de blues.
En 1949, Brown cantó "So Long", qué después se convertiría en un éxito. A este le siguió "Teardrops from My Eyes" en 1950. Escrita por Rudy Toombs, fue la primera balada de gran éxito de Ruth Brown, convirtiéndola en una figura destacada dentro del R&B. Grabada para Atlantic Records en Nueva York en septiembre de 1950 y publicada en octubre, permaneció 11 semanas en la lista de éxitos de R&B de Billboard. Este éxito la hizo merecedora del apodo de "Miss Rhythm" y pocos meses después Ruth Brown ya era conocida como la reina del R&B.
Siguieron "I'll Wait for You" (1951), "I Know" (1951), "5-10-15 Hours" (1953), "(Mama) He Treats Your Daughter Mean" (1953), "Oh What a Dream" (1954), "Mambo Baby" (1954) y "Don't Deceive Me" (1960). También se la conoció como Little Miss Rhythm y La chica de la voz con lágrimas. En total, se mantuvo en las listas de éxitos de R&B durante 149 semanas, desde 1949 hasta 1955, con 16 álbumes de blues entre los diez mejores temas (incluidos 5 números uno), y se convirtió en la artista más popular de Atlantic, razón por la cual la discográfica recibió el apelativo de "The house that Ruth built" (la casa que construyó Ruth).

## Años finales
Durante los años 60, Brown se alejó de la vida pública para ocuparse de su hogar y de sus hijos, y no volvió a la música hasta que, en 1975, Redd Foxx se lo pidió encarecidamente. Durante estos años, actuó acompañada por el grupo de su marido, el saxofonista Willis "Gator" Jackson. Luego vinieron una serie de actuaciones cómicas, como los papeles en la telecomedia Hello, Larry y en la película de John Waters Hairspray, interpretando a D.J. Motormouth Maybelle, así como un Premio Tony por su actuación en Broadway en el musical Black and Blue y un Grammy por su álbum Blues on Broadway, en el que interpretaba temas de ese musical. 
En 1987 la lucha de Brown por los derechos de los músicos la llevaron a fundar la Rhythm and Blues Foundation. En 1989 se le concedió un Premio Pioneer por su labor en la fundación y en 1993 ingresó en el Rock and Roll Hall of Fame como La Reina Madre de Blues.
Brown se convirtió en un icono para muchas mujeres negras durante las últimas generaciones, siendo además una destacada artista y fuente de inspiración para otras cantantes de blues como Bonnie Raitt. Brown grabó y cantó con el intérprete de rhythm and blues Charles Brown, también miembro del Rock and Roll Hall of Fame y participó en la gira de Raitt, "Road Tested", a finales de los 90. Su autobiografía de 1995, Miss Rhythm, ganó el Premio Gleason de periodismo musical.
En 2006, Hummer utilizó su canción "This Little Girl's Gone Rockin'" en uno de sus anuncios para H3.

## Vida familiar
- Fue la mayor de siete hermanos[3]
- Su marido Jimmy Brown (trompetista) ya estaba casado.
- Se casó con Earl Swanson (saxofonista) en 1955.
- Estuvo casada con Bill Blunt (agente de policía) tres años.
- Tuvo un hijo con Clyde McPhatter de The Drifters.
- Su sobrino Rakim es uno de los raperos más influyentes de la historia del género.[4]

## Muerte
Ruth Brown murió en un hospital cerca de Las Vegas, el 17 de noviembre de 2006, por complicaciones derivadas de un ataque al corazón y una apoplejía que sufrió tras una intervención quirúrgica en octubre de 2006.

## Discografía

### Sencillos
| Fecha  | Sello & Número           | Cara A                                                    | Cara B                                             |  |
| Sep-49 | SP78 Atlantic 879 (US)   | [+Eddie CONDON NBC TELEVISION ORCHESTRA] So Long (R&B #4) | It's Raining                                       |  |
| Oct-49 | SP78 Atlantic 887 (US)   | I'll Get Along Somehow (Part 1)                           | I'll Get Along Somehow (Part 2)                    |  |
| Ene-50 | SP78 Atlantic 893 (US)   | Happiness Is A Thing Called Joe                           | Love Me Baby                                       |  |
| Mar-50 | SP78 Atlantic 899 (US)   | [The Delta Rhythm Boys] Why                               | (I'll Come Back) Someday                           |  |
| May-50 | SP78 Atlantic 905 (US)   | [The Delta Rhythm Boys] Sentimental Journey               | I Can Dream, Can't I                               |  |
| Jun-50 | SP78 Atlantic 907 (US)   | Where Can I Go                                            | Dear Little Boy Of Mine                            |  |
| Oct-50 | SP78 Atlantic 919 (US)   | Teardrops From My Eyes (R&B #1)                           | Am I Making The Same Mistake Again?                |  |
| Mar-51 | SP78 Atlantic 930 (US)   | I'll Wait For You (R&B #3)                                | Standing On The Corner                             |  |
| Jul-51 | SP78 Atlantic 941 (US)   | I Know (R&B #7)                                           | I Don't Want Anybody                               |  |
| Nov-51 | SP78 Atlantic 948 (US)   | Shine On (Big Bright Moon)                                | Without My Love                                    |  |
| Abr-52 | SP Atlantic 45-962 (US)  | 5-10-15 Hours (R&B #1)                                    | Be Anything (But Be Mine)                          |  |
| Sep-52 | SP Atlantic 45-973 (US)  | Daddy Daddy (R&B #3)                                      | Have A Good Time                                   |  |
| Nov-52 | SP Atlantic 45-978 (US)  | Good For Nothing Joe                                      | Three Letters                                      |  |
| Feb-53 | SP Atlantic 45-986 (US)  | (Mama) He Treats Your Daughter Mean (R&B #1)              | R.B. Blues                                         |  |
| Jun-53 | SP Atlantic 45-993 (US)  | Wild Wild Young Men (R&B #3)                              | Mend Your Ways (R&B #7)                            |  |
| Sep-53 | SP Atlantic 1005 (US)    | The Tears Keep Tumbling Down                              | I Would If I Could                                 |  |
| Ene-54 | SP Atlantic 1018 (US)    | Love Contest                                              | If You Don't Want Me (I Don't Want No Part Of You) |  |
| May-54 | SP Atlantic 1027 (US)    | [+The RHYTHMAKERS] Hello Little Boy                       | If I Had Any Sense                                 |  |
| Ago-54 | SP Atlantic 1036 (US)    | [+The RHYTHMAKERS] Oh What A Dream (R&B #1)               | Please Don't Freeze                                |  |
| Oct-54 | SP Atlantic 1044 (US)    | [+The RHYTHMAKERS] Mambo Baby (R&B #1)                    | [The DRIFTERS] Somebody Touched Me                 |  |
| Ene-55 | SP Atlantic 1051 (US)    | [+The RHYTHMAKERS] Bye Bye Young Men (R&B #13)            | Ever Since My Baby's Been Gone                     |  |
| Jun-55 | SP Atlantic 1059 (US)    | [+The RHYTHMAKERS] As Long As I'm Moving (R&B #4)         | I Can See Everybody's Baby (R&B #7)                |  |
| Sep-55 | SP Atlantic 1072 (US)    | It's Love Baby (24 Hours of the Day) (R&B #4)             | What'd I Said                                      |  |
| Dic-55 | SP Atlantic 1077 (US)    | [+ Clyde McPHATTER] Love Has Joined Us Together (R&B #8)  | Gotta Have You                                     |  |
| Dic-55 | SP Atlantic 1082 (US)    | [+The RHYTHMAKERS] I Want To Do More (R&B #3)             | [The DRIFTERS] Old Man River                       |  |
| May-56 | SP Atlantic 1091 (US)    | Sweet Baby Of Mine (R&B #10)                              | I'm Getting Right                                  |  |
| Ago-56 | SP Atlantic 1102 (US)    | Mom Oh Mom                                                | I Want To Be Loved                                 |  |
| Nov-56 | SP Atlantic 1113 (US)    | I Still Love You                                          | Smooth Operator                                    |  |
| Feb-57 | SP Atlantic 1125 (US)    | Lucky Lips (POP #25, R&B #6)                              | My Heart Is Breaking Over You                      |  |
| Jun-57 | SP Atlantic 1140 (US)    | One More Time                                             | When I Get You Baby                                |  |
| Sep-57 | SP Atlantic 1153 (US)    | Show Me                                                   | I Hope We Meet                                     |  |
| Dic-57 | SP Atlantic 1166 (US)    | A New Love                                                | Look Me Up                                         |  |
| Mar-58 | SP Atlantic 1177 (US)    | Just Too Much                                             | Book Of Lies                                       |  |
| Sep-58 | SP Atlantic 1197 (US)    | This Little Girl's Gone Rockin' (POP #24, R&B #7)         | Why Me (R&B #17)                                   |  |
| Jun-59 | SP Atlantic 2026 (US)    | Jack O'Diamonds (POP #96, R&B #23)                        | I Can't Hear A Word You Say                        |  |
| Oct-59 | SP Atlantic 2035 (US)    | I Don't Know (POP #64, R&B #5)                            | Papa Daddy                                         |  |
| Mar-60 | SP Atlantic 2052 (US)    | Don't Deceive Me (POP #62, R&B #10)                       | I Burned Your Letter                               |  |
| Jun-60 | SP Atlantic 2064 (US)    | What I Wouldn't Give                                      | The Door Is Still Open                             |  |
| Sep-60 | SP Atlantic 2075 (US)    | Taking Care Of Business                                   | Honey Boy                                          |  |
| Ene-61 | SP Atlantic 2088 (US)    | Sure 'Nuff                                                | Here He Comes                                      |  |
| May-61 | SP Atlantic 2104 (US)    | Anyone But You                                            | It Tears Me All To Pieces                          |  |
| Jun-62 | SP Philips 40028 (US)    | Shake A Hand (POP #97)                                    | Say It Again                                       |  |
| Sep-62 | SP Philips 40056 (US)    | (Mama) He Treats Your Daughter Mean [remake] (POP #99)    | Hold My Hand                                       |  |
| 1962   | SP Philips 40086 (US)    | He Tells Me With His Eyes                                 | If You Don't Tell Nobody                           |  |
| 1962   | SP Philips 40119 (US)    | If You Don't Tell Nobody                                  | Satisfied                                          |  |
| 1963   | SP Noslen 102 (US)       | Secret Love                                               | Time After Time                                    |  |
| Mar-64 | SP Decca 31598 (US)      | What Happened To You                                      | Yes Sir Thats My Baby                              |  |
| Jun-64 | SP Decca 31640 (US)      | I Love Him And I Know It                                  | Come A Little Closer                               |  |
| 1964   | SP Mainstream 611 (US)   | Hurry On Down                                             | On The Good Ship Lollipop                          |  |
| 1968   | SP Solid State 2526 (US) | You're A Stone Groovy Thing                               | Someday (I Know, I Know)                           |  |
| 1969   | SP Skye 4521 (US)        | Yesterday                                                 | Try Me And See                                     |  |

POP: Billboard Hot 100
R&B: Billboard R&B Singles

### Álbumes
- 1957: Ruth Brown (Atlantic)
- 1959: Miss Rhythm (Atlantic)
- 1959: Late Date with Ruth Brown (Atlantic)
- 1962: Along Comes Ruth (Phillips)
- 1962: Gospel Time (Philips)
- 1964: Ruth Brown '65 (Mainstream) reeditado como Softly
- 1968: The Big Band Sound of Thad Jones/Mel Lewis Featuring Miss Ruth Brown (Solid State)
- 1969: Black Is Brown and Brown Is Beautiful (Skye)
- 1972: The Real Ruth Brown (Cobblestone)
- 1978: You Don't Know Me (Dobre)
- 1989: Blues on Broadway (Fantasy)
- 1991: Fine and Mellow (Fantasy)
- 1993: The Songs of My Life (Fantasy)
- 1997: R+B=Ruth Brown (Bullseye Blues)
- 1999: A Good Day for the Blues (Bullseye Blues)

### Compilaciones
- 2006: Rockin' in Rhythm - The Best of Ruth Brown (compilación, Atlantic/Rhino)
- 2006: Jukebox Hits (compilación, Acrobat)
- 2007: The Definitive Soul Collection (2-CD compilación, Atlantic/Rhino)
- 2015: The Very Best of Ruth Brown (2-CD compilación, One Day Music)